# Wüstenfelde (Schleswig-Holstein)

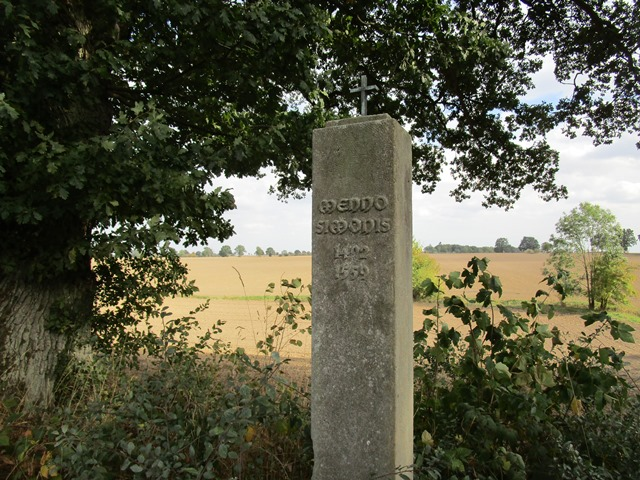
Gedenkstein für Menno Simons an der Stelle des früheren Ortes Wüstenfelde

Wüstenfelde ist der Name einer früheren Siedlung unweit von Bad Oldesloe und der Trave in Holstein.

## Geschichte
Die Siedlung entstand als Gutsdorf des Hofes Schadehorn auf der Koppel Wüstenfeld an der in die Trave mündende Poggenbek, wo sich ab 1543 unter dem Schutz des Gutsherrn Bartholomäus von Ahlefeld vom nahgelegenen Gut Fresenburg verfolgte Täufer ansiedeln durften. In der Mehrzahl waren es Exilanten aus Flandern, wo die Verfolgungen besonders hart waren. Auch Menno Simons fand hier 1554 eine Heimat, wo er bis zu seinem Lebensende 1561 lebte. Etwa fünf Kilometer vom Dorf Wüstenfelde der Poggenbek folgend auf dem Weg nach Bad Oldesloe befindet sich heute noch die Kate, die Menno Simons als Druckerei diente und heute als religionsgeschichtliches Museum genutzt wird (Mennokate). Vom Dorf und der dortigen Mennonitengemeinde ist nur wenig überliefert, was auch darauf zurückzuführen ist, dass im Dreißigjährigen Krieg ein Großteil der Aktenstücke der Familie Ahlefeldt vernichtet worden sind. Ein Schreiben des Lübecker Rates von 1554 deutet an, dass es in Wüstenfelde auch ein mennonitisches Gotteshaus gegeben habe könnte. Bekannt ist, dass im Frühjahr 1556 eine Synode norddeutsch-niederländischer und süddeutscher Täufer in Wüstenfelde stattgefunden hat.
Das Dorf selber wurde im Dreißigjährigen Krieg verwüstet und nicht wieder aufgebaut. Die meisten Einwohner siedelten anschließend nach Altona und Glückstadt um, wo die evangelische Freikirche der Mennoniten toleriert wurde. Einige gingen 1627 auch nach Lübeck, wo es ebenfalls eine (wenngleich nicht offen tolerierte) flämische Mennonitengemeinde gab.
Im Jahr 1906 wurde an der Stelle des früheren Ortes ein Gedenkstein für Menno Simons errichtet. Im Jahr 1934 wurde von russlandmennonitischen Einwanderern in der Kolonie Fernheim im Chaco von Paraguay ein Dorf nach Wüstenfelde benannt.
Wüstenfelde ist literarisch Gegenstand des Romans Die Rose von Wüstenfelde des norddeutschen Schriftstellers Ernst Behrends.